# Pathtraq
Pathtraq（パストラック）は、サイボウズ株式会社が提供していた、ウェブサイトの人気ランキングポータル。2010年10月29日をもってサービスを終了した。
ブラウザ拡張（Internet Explorer, Firefox）をインストールしているユーザーからのアクセスログを収集、解析することで、リアルタイムで更新されるサイトランキング機能を提供していた。

## リンク
- サイボウズ・ラボ : アクセスログ共有サービス「Pathtraq」（パストラック） を本日公開